# Fartura do Piauí
Fartura do Piauí is een gemeente in de Braziliaanse deelstaat Piauí. De gemeente telt 5.402 inwoners (schatting 2009).